# Emicida
Emicida, de son vrai nom Leandro Roque de Oliveira,  né le 17 août 1985, à São Paulo, est un rappeur brésilien. Il est considéré par la presse de son pays comme l'un des meilleurs rappeurs de sa génération. Son nom, Emicida, est un jeu de mots entre « MC » et du mot en portugais « homicida ». Constamment vainqueur lors de battles freestyle, ses amis considèrent Leandro comme un « meurtrier » qui « éradique » ses adversaires à coup de rimes,. Plus tard, le rappeur se créera un acronyme de son nom, EMICIDA (Enquanto Minha Imaginação Compuser Insanidades Domino a Arte). Il est accompagné lors de ses performances par DJ Nyack pour l'instrumental.
La première apparition du rappeur dans les médias - en dehors des battles freestyle - se fait avec le single Triunfo, accompagné d'une vidéo musicale publiée sur YouTube, qui compte plus de huit millions de vues. Emicida publie sa première mixtape en mixtape de vingt-cinq pistes intitulée Pra quem já Mordeu um Cachorro por Comida, até que eu Cheguei Longe au label indépendant Laboratório Fantasma. En février 2010, il sort un deuxième EP, intitulé Sua Mina Ouve Meu Rep tamém. Le 15 septembre de la même année, la mixtape Emicídio est aussi publiée.

## Biographie

### Premières années de battle
Issu d'une famille pauvre, il compose et confie les ventes à un ami. Son père décède alors que Leandro est encore enfant, comme indiqué dans la chanson Ooorra.... Le rappeur est connu pour ses rimes impromptues qui l'ont fait devenir l'un des MC les plus respectés. Il remporte onze fois consécutives la bataille du MC da Santa Cruz, et douze fois au Rinha dos MC.
Considérée comme l'une des plus grandes révélations du hip-hop underground, Emicida accumule des milliers de vues dans chaque battle postée sur YouTube et plus d'un million de vues sur Myspace. Pendant les battles freestyle, qui sont organisées dans le centre-ville de São Paulo, le rappeur s'oppose à Nocigo Shomon, qui a publié une diss song sur Emicida intitulée A rua é quem?. Cependant, le 30 juin 2011, un clip de la chanson Então Toma est publiée sur sa chaîne YouTube, considérée comme une réponse à ce diss ce qu'Emicida niera.

### Débuts

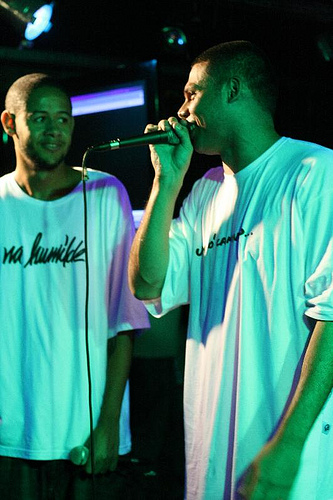
Emicida (à gauche) avec MC Marechal.

Emicida enregistre ses premiers morceaux autour de l'année 2005. En 2008, il sort son premier single, Triunfo, produit par Felipe Vassão. Il réussit à le vendre à environ sept cents exemplaires le premier mois jusqu'à sa publication sur Internet. En parallèle, son clip atteint plus de 6 000 vues. Au premier trimestre 2009, il sort sa première mixtape, intitulée Pra Quem Já Mordeu um Cachorro por Comida, até que Eu Cheguei Longe... (pt), qui comprend 25 titres enregistrés depuis le début de sa carrière.
Selon le magazine Revista Época, Emicida compte environ trois mille exemplaires vendus grâce aux bouche-à-oreille, avec un prix oscillant entre 2 et 15 R$. L'artiste est nommé pour un Video Music Brazil 2009, un prix de musique brésilienne organisé par MTV, dans les catégories « meilleur groupe/artiste de hip-hop », MTV Bet et « Vidéoclip de l'année » pour Triunfo mais perd face à  MV Bill, Vivendo do Ócio et Sutimmente de Skank, respectivement. En 2010, Emicida publie son deuxième single, intitulé Avua Besouro, qui est inclus dans sa deuxième mixtape. À la fin janvier de la même année, il sort l'EP Sua Mina Ouve Meu Rap Também.

### Emicídioet premier album
À la fin 2010, Emicida commence à enregistrer sa deuxième mixtape. Le 13 août, il sort son troisième single 'Emicídio. Il annonce ensuite la sortie de la mixtape le 15 septembre sous le titre Emicídio.
En 2013, il sort son album O Glorioso Retorno de Quem Nunca Esteve Aqui

## Discographie

### Album studio
- 2013 : O Glorioso Retorno de Quem Nunca Esteve Aqui
- 2015 : Sobre Crianças, Quadris, Pesadelos e Lições de Casa
- 2019 : AmarElo

### Mixtapes
- 2009 : Pra quem já mordeu um cachorro por comida, até que eu cheguei longe...
- 2010 : Emicídio

### EP
- 2010 : Sua mina ouve Meu rep tamém
- 2011 : Doozicabraba e a Revolução silenciosa

### Singles
- 2008 : Triunfo
- 2009 : E.M.I.C.I.D.A
- 2010 : Avua besouro
- 2010 : Emicídio
- 2011 : Rua Augusta
- 2011 : Então toma!
- 2011 : Viva
- 2012 : Dedo na ferida
- 2012 : Zica, vai lá
- 2012 : Trouble
- 2013 : Crisântemo
- 2013 : Hoje cedo
- 2017 : Baiana

### Clips
- Triunfo (2009)
- Rua Augusta (2011)
- Então toma (2011)
- Sorrisos e lágrimas (Part. Rael da Rima) (2011)
- Dedo na ferida (2012)
- Zica, vai lá (2012)
- Rinha (ja ouviu falar?) (2013)
- Crisântemo (2013)
- Baiana (2017)[18]

### Bandes-sons
- Aos olhos de uma criança (2013)[19] pour le film d'animation brésilien E Minieno e o Mondo (Le Garçon et le Monde), réalisé par Alê Abreu.
- Ses titres 9 Circulos et Sorriso Favela apparaissent dans l'OST du jeu vidéo Max Payne 3 (2012) de Rockstar Games.